# Kosmos 2226
Kosmos 2226, ruski fotografski izviđački satelit iz programa Kosmos. Vrste je Musson (br. 23L).
Lansiran je 22. prosinca 1992. godine u 12:36 s kozmodroma Pljesecka, startni kompleks br. 32. Lansiran je u nisku orbitu oko planeta Zemlje raketom nosačem Ciklon-3 11K68. Orbita mu je 1478 km u perigeju i 1525 km u apogeju. Orbitni nagib je 73,62°. Spacetrackov kataloški broj je 22282. COSPARova oznaka je 1992-092-A. Zemlju obilazi za 116,01 minutu. Pri lansiranju bio je mase 1500 kg. 
Ovo je geodetski satelit. Pruža pet načina za odrediti položaj satelita: 1. Dopplerski sustav koji radi na 150 id 400 MHz uz odstupanje od točna položaja od 3 cm. 2. Svjetla visoka intenziteta 3 puta u sekundi, dajući time zemaljskim promatračnicama točno locirati. 3. Radijski transponder koji radi na 5,7/3,4 GHz i pruža točnost položaja uz odstupanje od 5 metara. 4. Laserski reflektor koji pruža položaj uz odstupanje od 1,5 metra. 5. Radarski reflektor koji radi na 9,4 GHz pružajući točnost visine uz odstupanje od 5 metara.
Tijekom misije otpalo je jedan dio je ostao u orbiti.

## Vanjske poveznice
- N2YO.com Search Satellite Database
- Celes Trak SATCAT Format Documentation (engl.)